# Tem (peuple)
Pour les articles homonymes, voir TEM et Tem.
Ne doit pas être confondu avec la race de chevaux Koto-koli
Les Tem (ou Kotokoli) sont une population d'Afrique de l'Ouest vivant principalement au centre du Togo, également au Ghana, au Bénin et au Burkina Faso. Les Tem tirent leurs origines du Burkina Faso actuel, ils se sont installé près de la Volta blanche ( Volta (fleuve) ) avant de se déplacer vers le Togo et le Benin. Les Tem parlent une Langues gour. Au cours des siècles il y a des peuples venus du Niger, Haoussas, du pays Yoruba, Mandingue (peuple d'Afrique) etc. qui ont intégré le peuplement Tem (Kotokoli).

## Ethnonymie
Selon les sources et le contexte, on observe de multiples formes: Chaucho, Cotocoli, Cotokol, Kiamba, Kotokoli, Kotokolis, Kotokol, 
Temba, Tems, Timn, Tim, Timu.

## Langues
Leur langue est le tem, une langue gour  dont le nombre total de locuteurs est supérieur à 300 000. Environ 204 000 ont été dénombrés au Togo en 1991, 50 000 au Bénin en 2001 et 53 000 au Ghana. Le français est parfois utilisé.

## Histoire et société
L'histoire des Tems avant la période de la colonisation occidentale est encore mal connue. Sur le territoire du Togo actuel, en pays Tem, c’est le Royaume du Tchaoudjo grand royaume ouest-africain comparable à l'Ashenti ou au Dahomey formés au XVIIe siècle dans les régions voisines. Les Tems ont vécu d'abord dans la région de la Haute-Volta,. La tradition Tem est fêtée avec des différents groupes folkloriques,.
Les Tems sont entrés en contact avec l'islam avec l'arrivée du clan egoma au XIXe siècle. En théorie, l'islamisation aurait pu entraîner une rupture avec les croyances animistes des Tems et leurs pratiques rituelles (à but par exemple thérapeutique); en pratique, un syncrétisme s'est opéré et les tentatives iconoclastes luttant contre l'animisme (dans les années 1960, par exemple) sont restées sans grand effet. L'islam fait en revanche lui-même l'objet d'une récupération par le pouvoir politique, qui utilise ses relations avec les imams et une mise en scène rituelle musulmane pour conforter sa légitimité auprès de la population; cette récupération a été analysée en 2001 par l'ethnologue tem Roger Adjeoda.
Les Tems forment une société organisée et hiérarchisée. L’organisation politique traditionnelle comporte un gouvernement caractérisé par l’exercice d’une autorité coercitive au moyen de l’usage ou de la possibilité d’usage de la force physique.
À l'époque les Tems étaient qualifiés des lions (gouni). Ils avaient un  lion qui vivait dans un lieu nommé " gounilawou " qui signifie en leur langue "forêt du Lion".

## Littérature tem/kotokoli
Il existe une littérature orale en kotokoli qui a fait l'objet de transcriptions écrites depuis le XXe siècle.
Cette littérature orale comprend notamment des contes. Plusieurs recueils en ont été faits à partir des années 1980. Une centaine de contes en kotokoli ont été recueillis au Togo dans le village de Kolowaré, près de Sokodé, dans les années 2000, par Silvano Galli, un prêtre italien, qui en a donné des éditions et des traductions en italien et en français en collaboration avec plusieurs autres personnes. Ces contes ont été racontés au cours d'assemblées festives où se trouvaient des conteurs reconnus comme Seybou Sebabe Giafago et Aboulaye Djibirila. Le conteur commence son conte par des formules variables et, à la fin, le public le remercie par la formule classique « nya na isodaa » (« Toi et le Ciel »), à quoi le conteur répond « me na adè » (« Vous et la Terre »). Les contes ont été enregistrés sur cassettes audio et sur un lecteur MP3 avant d'être transcrits par écrit, édités et traduits. Les contes ainsi recueillis ne sont pas spécifiques à cette région mais sont connus un peu partout au Togo, au Bénin, voire dans toute l'Afrique de l'Ouest,. Beaucoup de ces contes mettent en scène des personnages d'animaux domestiques ou sauvages qui traversent diverses aventures et mésaventures dans des situations reflétant les sociétés humaines et montrent des personnalités variées, courageuses ou lâches, généreuses ou cupides, parfois rusées ou méchantes. Certains contes tem abordent des sujets paillards, sans en venir à former un genre à part entière, et on y retrouve des contes également connus chez une population voisine, les Tyokosi; ces contes paillards tem ont également fait l'objet d'une édition et d'une traduction française.

### Histoire et société
- Roger (Yaovi) Adjeoda, Ordre politique et rituels thérapeutiques chez les Tem du Togo, L’Harmattan, Paris ; Montréal ; Budapest, 2000, 293 p.  (ISBN 2-7384-9760-8) (texte remanié d’une thèse soutenue à l’Université de Paris 8 en 1995)
- Jean-Claude Barbier, L'histoire présente, exemple du royaume Kotokoli au Togo, Centre d'étude d'Afrique noire, Institut d'études politiques de Bordeaux, 1983, 72 p.
- Suzanne Lallemand, Adoption et mariage : les Kotokoli du centre du Togo, L'Harmattan, 1994, 287 p.  (ISBN 9782738426918)
- Suzanne Lallemand, La mangeuse d'âmes, sorcellerie et famille en Afrique, L'Harmattan, 1988, 187 p.

### Littérature
- Mamah Fousseni, La culture traditionnelle et la littérature orale des Tem, Steiner, Stuttgart, 1984, 336 p.  (ISBN 3515043837) (d’après une thèse à l’Université de Francfort-sur-le-Main, 1981
- Aledjou Affo Laré et Silvano Galli, La Fille à la main coupée. Contes kotokoli, Kolowaré, 2006.
- Aledjou Affo Laré, Tcha-Djéri Bédéwiya et Silvano Galli, Quand les Souliers parlaient aux hommes. Contes Tem, Kolowaré, 2007.
- Silvano Galli, Le Puits du savoir. Contes kotokoli, édition bilingue kotokoli-français, textes transcrits par Tcha-Djéri Bédéwiya, traduction par Affo Laré, Kpazin Edmond et Silvano Galli, Kolowaré, 2008, 272 pages.
- Komia Agbetiata et Yao Nambou, Contes du Togo, CLE International, 1980.
- Mamah Fousséni, Contes tem, Nouvelles Éditions Africaines, Lomé, 1988, 108 p.  (ISBN 2723609553)
- Michel Guichard, D'une sagesse à l'autre, Cotonou, 2004.
- Zakari Tchagbale, Suzanne Lallemand,Toi et le ciel, vous et la terre : contes paillards tem du Togo, Société d'études linguistiques et anthropologiques de France : Agence de coopération culturelle et technique, Paris, 1982, 235 p.  (ISBN 285297066X)